# Verkiezingen voor het Europees Parlement 2014/Kandidatenlijst/Groen
Dit is de kandidatenlijst van het Belgische Groen voor de Europese Parlementsverkiezingen 2014. De verkozenen staan vetgedrukt.

## Effectieven
1. Bart Staes
2. Petra De Sutter
3. Björn Siffer
4. Malika Abbad
5. Sammy Roelant
6. Ikrame Kastit
7. Dirk Vansintjan
8. Francine De Prins
9. Hugo Van Dienderen
10. Stella Nyanchama Okemwa
11. Collins Nweke
12. Anne Provoost

## Opvolgers
1. Dirk Holemans
2. Eline Deblaere
3. Frank Vroonen
4. Eva Platteau
5. Philippe Avijn
6. Fran Bambust
7. Astrid Wittebolle